# الدورة السادسة للبرلمان الأوروبي
بدأت الدورة السادسة للبرلمان الأوروبي في انتخابات عام 2004 واستمرت حتى انتخابات 2009.